# Forteresse de Témenos
La forteresse de Témenos (grec moderne : Φρούριο Τεμένους), également connue sous le nom de Rókka (grec moderne : Ρόκκα < italien : Rocca), château de Nicéphore Phocas (grec moderne : Κάστρο Νικηφόρου Φωκά), ou encore Kanlí Kastéli (Κανλί Καστέλι), est une forteresse de l'île de Crète, en Grèce. Elle est située dans le dème d'Héraklion, à proximité du village de Profítis Ilías, à une distance d'environ 18 km au sud de la ville d'Héraklion. Témenos est considérée comme la plus importante forteresse de la période byzantine en Crète,.

## Historique
La colline de la forteresse aurait été l'acropole de la cité de Lýkastos (en) pendant l'Antiquité. La forteresse de Témenos est construite par Nicéphore Phocas après la reconquête de l'île de Crète contre les Sarrasins et son retour au sein du territoire byzantin en 961. Son intention est de transférer la capitale de l'île depuis Candie, aujourd'hui Héraklion, vers un lieu plus sûr,. Cependant, la tentative de déplacement de la capitale échoue en raison de l'opposition de ses habitants, dont le port est important pour les Crétois. Par conséquent, la ville est reconstruite et refortifiée sur son ancien emplacement. Ainsi, la forteresse de Témenos est restée principalement une place forte chargée de surveiller la région environnante,,.

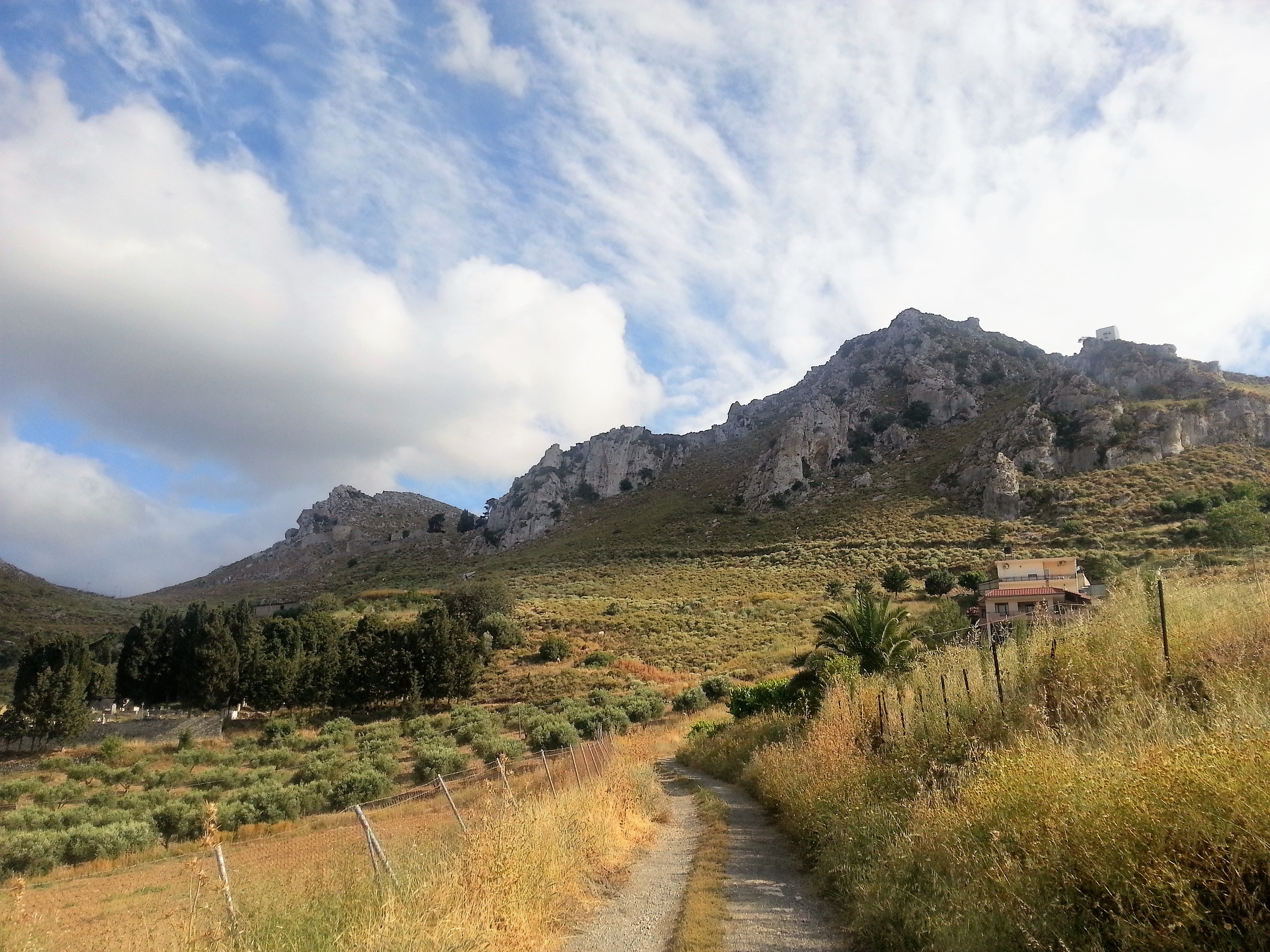
Vue de la colline de la forteresse de Témenos, également connue sous le nom de colline de Rókka.

Le génois Enrico Pescatore fait restaurer la forteresse après avoir pris le contrôle de la Crète en 1204. Les Vénitiens fortifient également la forteresse après avoir pris le contrôle de l'île en 1209,. En 1212, le gouverneur vénitien de l'île, Jacopo Tiepolo, trouve refuge dans la forteresse. Il fuit ainsi les troupes de Marco Sanudo, duc de Naxos, appelées à l'aide pour mettre un terme à la révolte de la population locale.
En italien, la forteresse est connue, entre autres, sous le nom de Castello Temene. Pendant la période vénitienne, un bourg, aujourd'hui Profítis Ilías, se développe à proximité de la forteresse. Au moment de la révolte des Crétois, les Vénitiens utilisent la forteresse comme refuge,.
En 1647, au moment de la Guerre de Candie, opposant Vénitiens et Ottomans, la forteresse se trouve sous le contrôle de ces derniers. Elle est capturée par les Vénitiens sous le commandement de Gil d'Has, également connu sous le nom de Gíldasis, tandis que l'ensemble des Ottomans sont tués, d'où le nom turc de Kanlí Kastéli, signifiant « château sanglant ». Après la conquête de Candie ou Héraklion par les Ottomans en 1669, ces derniers remettent la forteresse de Témenos à Andrea Barozzi, un Vénitien ayant trahi la ville aux Ottomans.

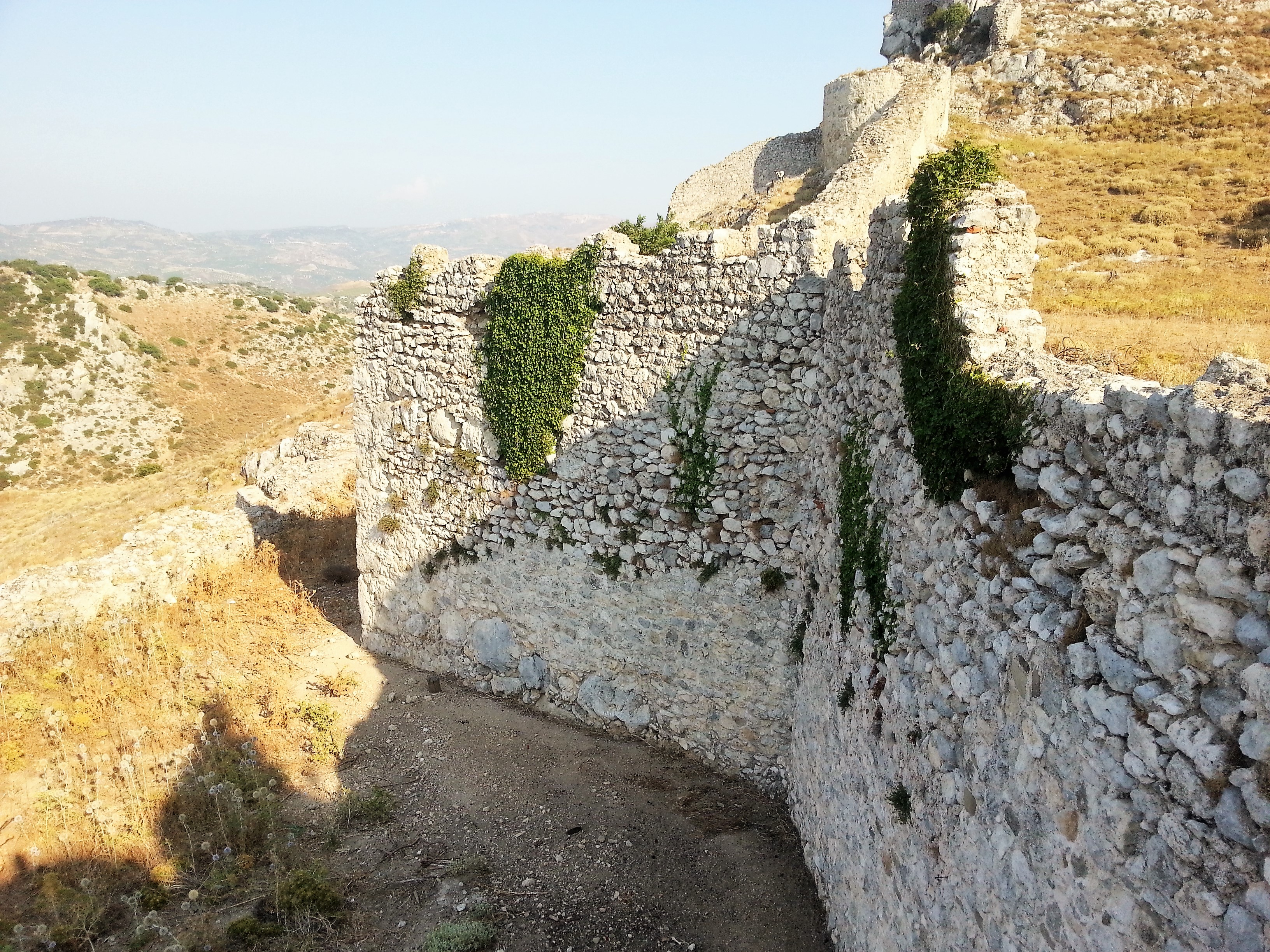
Vue extérieure des murailles de la forteresse.

Le dème de Témenos, ancien dème indépendant intégré au dème d'Héraklion en 2011, tire son nom de la forteresse.

## Description
La forteresse de Témenos est située sur la colline dominante de Rókka, au sud du village de Profítis Ilías, qui possède une source naturelle. De ce fait, elle constitue un excellent emplacement de défense. La forteresse est délibérément construite de manière à ne pas être visible depuis la mer, en raison de la menace des Sarrasins,.
La forteresse s'étend sur une superficie d'environ 60 hectares. Aujourd'hui, le site contient les restes de murailles et de tours, de grands réservoirs d'eau, ainsi que des églises dédiées à Saint Georges (Ágios Geórgios), Saint Paraskeví (Agía Paraskeví), la Vierge Marie (Panagía) et Saint Antoine (Ágios Antónios),.